# 冷井站 (黄海南道)
冷井站（韓語：랭정역）是位于朝鮮民主主義人民共和國黃海南道甕津郡的鐵路車站。屬於甕津線。

## 邻近车站
甕津線
新康翎站 - 冷井站 - 甕津站